# Blaque
Blaque é um girl group americana que teve uma série de sucessos no final dos anos 90. O nome do grupo vem de "Believing, Life, Achieving, Quest, Unity, Everything" ("acreditar, vida, conquistar, procura, unidade, tudo", em português). O álbum de estreia, o homônimo Blaque, vendeu mais de 1,5 milhões de cópias e foi disco de platina nos EUA.O grupo fez sucesso em 1999 com o hit internacional "Bring It All to Me", com a participação do ex-'N Sync JC Chasez (apesar no título da canção ser creditado o boy group americano como um todo).

## Discografia

### Álbuns de estúdio
| Titulo     | Detalhes do álbum                                                                                                | Pico do gráfico de posições | Pico do gráfico de posições | Certificados    |
| Titulo     | Detalhes do álbum                                                                                                | US                          | US R&B                      | Certificados    |
| ---------- | --- | --------------------------- | --------------------------- | --------------- |
| Blaque     | - Lançado: 1 de junho de 1999 - Gravadora: Trackmasters / Columbia - Formato: CD, cassette, download digital, LP | 53                          | 23                          | - RIAA: Platina |
| Blaque Out | - Lançado: 29 de janeiro de 2002 - Gravadora: Columbia - Formato: CD, download digital, LP                       | —                           | —                           |                 |
| Torch      | - Lançado: 17 de maio de 2004 - Gravadora: Elektra                                                               | —                           | —                           |                 |

### Singles
| Ano  | Música                        | Pico do gráfico de posições | Pico do gráfico de posições | Pico do gráfico de posições | Pico do gráfico de posições | Pico do gráfico de posições | Álbum      |
| Ano  | Música                        | U.S.                        | U.S. R&B                    | U.S. Pop                    | CAN                         | UK                          | Álbum      |
| ---- | ----------------------------- | --------------------------- | --------------------------- | --------------------------- | --------------------------- | --------------------------- | ---------- |
| 1999 | "808"                         | 8                           | 4                           | 33                          | —                           | 31                          | Blaque     |
| 1999 | "Bring It All to Me"          | 5                           | 15                          | 6                           | 7                           | —                           | Blaque     |
| 1999 | "I Do" (featuring Lisa Lopes) | —                           | 73                          | 39                          | —                           | —                           | Blaque     |
| 2001 | "Can't Get It Back"           | —                           | 91                          | —                           | —                           | —                           | Blaque Out |
| 2003 | "I'm Good"                    | —                           | 95                          | —                           | —                           | —                           | Torch      |

### Coletâneas
- 2007: Blaque by Popular Demand

### Participação/trilha Sonora
| Year | Title                                                    | Album                             |
| ---- | -------------------------------------------------------- | --------------------------------- |
| 2000 | "As If"                                                  | Bring It On                       |
| 2000 | "You Can Always Go" with (Jagged Edge)                   | Big Momma's House                 |
| 2001 | "Head To The Sky" with (Lisa "Left Eye" Lopes)           | Supernova                         |
| 2001 | "What's Going On?" (with Artists Against AIDS Worldwide) | What's Going On: All-Star Tribute |
| 2001 | "Can't Trust Myself"                                     | On the Line                       |
| 2003 | "I'm Good"                                               | Honey                             |

## Filmografia
- 2000: Bring It On
- 2003: Honey (participação especial)